# Aptychodon
Aptychodon là một chi thằn lằn cổ rắn, được Reuss mô tả khoa học năm 1855.